# Виен (река)
Вижте пояснителната страница за други значения на Виен.
Виен (на френски: Vienne) е река в Западна Франция (департаменти Корез, Горна Виен, Шарант, Виен и Ендър и Лоара), ляв приток на Лоара. Дължина 372 km (вторият по дължина приток на Лоара), площ на водосборния басейн 21 161 km².

## Географска характеристика
Река Виен води началото си на 864 m н.в. от централната част на платото Милваш (западната част на Централния Френски масив, ЦФМ), на 2 km северно от село Милваш, в северната част на департамента Корез. В горното си течение, до град Лимож, тече през платото в северозападна посока в сравнително тясна и дълбока долина. След това завива на запад и тече през крайните западни хълмисти части на ЦФМ в по-широка и плитка долина. След град Шабане (департамент Шарант) завива на север и до устието си тече през южната част на обширната Лоарска низина с много широка и плитка долина, бавно и спокойно течение и множество меандри. Влива се отляво в река Лоара, при нейния 208 km, на 27 m н.в., на 12 km северозападно от град Шинон, департамента Ендър и Лоара.
Водосборният басейн на Виен обхваща площ от 21 161 km², което представлява 18,01% от водосборния басейн на Лоара. Речната ѝ мрежа е двустранно развита. На изток и запад водосборният басейн на Виен граничи с водосборните басейни на реките Ендър, Шер и Туе, леви притоци на Лоара, а на юг и югозапад – с водосборните басейни на реките Дордон, Шарант и Севър Ньортез, вливащи се в Атлантическия океан.
Основни притоци:
- леви – Брианс (58 km, 618 km²), Клен (144 km, 3217 km²), Анвин, Вьод;
- десни – Мод (69 km, 355 km²), Торьон (108 km, 1030 km²), Глан, Исуар, Гранд Блурд, Крьоз (264 km, 10 279 km²).

Река Виен има предимно дъждовно подхранване с ясно изразено зимно-пролетно (от декември до март) пълноводие в резултат от обилните валежи през сезона и снеготопенето и лятно (от юли до септември) маловодие. Среден годишен отток в устието 210 m³/sec.

## Стопанско значение, селища
Виен има важно транспортно, стопанско и иригационно значение. Плавателна е за плиткогазещи речни съдове на 75 km от устието. В горното и средното течение част от водите ѝ се използват за промишлено и битово водоснабдяване, а в долното – за напояване.
Долината на реката е гъсто заселена, като най-големите селища са градовете: Лимож и Сен Жюниен (департамент Горна Виен), Шабане и Конфолан (департамент Шарант), Л′Ил Журден, Шовини и Шателро (департамент Виен), Шинон (департамент Ендър и Лоара).